# 旧制中等教育学校の一覧 (愛媛県)
学制改革前（第二次世界大戦前）の愛媛県内での旧学制の中等教育学校の一覧である。

## 旧制中学校

### 公立
- 藩校明教館 ⇒ 松山県学校 ⇒ 英学舎 ⇒ 英学所 ⇒ 愛媛県変則中学校 ⇒ 愛媛県北予変則中学校 ⇒ 愛媛県松山中学校（1878年）⇒ 愛媛県第一中学校 ⇒ 伊予尋常中学校 ⇒ 愛媛県尋常中学校 ⇒ 愛媛県立松山中学校 ⇒《新制》愛媛県立松山第一高等学校 ⇒（1949年：統合）愛媛県立松山東高等学校
- 変則中学南予学校（1876年）⇒ 愛媛県尋常中学校南予分校（1896年）⇒ 愛媛県宇和島中学校 ⇒ 愛媛県立宇和島中学校 ⇒《新制》愛媛県立宇和島第一高等学校 ⇒（1949年：統合）愛媛県立宇和島東高等学校
- 共済中学校（1878年）⇒ 大洲中学校 ⇒ 愛媛県立宇和島中学校大洲分校 ⇒ 愛媛県立大洲中学校 ⇒《新制》愛媛県立大洲第一高等学校 ⇒（1949年：統合）愛媛県立大洲高等学校
- 愛媛県尋常中学校東予分校（1896年）⇒ 愛媛県西条中学校（1899年）⇒ 愛媛県立西条中学校 ⇒《新制》愛媛県立西条第一高等学校 ⇒（統合）愛媛県立西条北高等学校 ⇒（1955年：愛媛県立西条南高等学校普通科を統合）愛媛県立西条高等学校
- 愛媛県立西条中学校今治分校（1901年）⇒ 愛媛県立今治中学校 ⇒《新制》愛媛県立今治第一高等学校 ⇒（1949年：統合）愛媛県立今治西高等学校
- 私立北予中学校（1900年）⇒ 愛媛県立北予中学校 ⇒《新制》愛媛県立北予高等学校 ⇒（1949年：統合）愛媛県立松山北高等学校
- 愛媛県立三島中学校（1923年）⇒《新制》愛媛県立三島第一高等学校 ⇒（1949年：統合）愛媛県立三島高等学校
- 吉田町立吉田中学校（1923年）⇒ 愛媛県立吉田工業学校 ⇒《新制》愛媛県立吉田工業高等学校 ⇒ 愛媛県立吉田高等学校（1949年）
- 組合立越智中学校（1926年）⇒ 愛媛県立越智中学校 （1944年）⇒《新制》愛媛県立越智高等学校 ⇒ 愛媛県立今治南高等学校（1949年）
- 新居浜市立新居浜中学校（1940年）⇒ 愛媛県立新居浜中学校 ⇒《新制》愛媛県立新居浜第一高等学校 ⇒（1949年：統合）愛媛県立新居浜東高等学校
- 私立子安中学校（1941年）⇒《新制・統合》愛媛県立子安高等学校 ⇒ 愛媛県立小松高等学校（1949年）
- 市町村学校組合立八幡浜中学校（1943年）⇒ 愛媛県立八幡浜中学校 ⇒《新制》愛媛県立八幡浜第一高等学校 ⇒（1949年：統合）愛媛県立八幡浜高等学校

### 私立
- 私立新田中学校（1938年）⇒《新制》新田高等学校
- 普通夜学会 ⇒ 松山夜学校 ⇒ 松山夜間中学 ⇒ 松山城南中学校（1943年）⇒《新制》松山城南高等学校 ⇒ 松山学院高等学校（2021年）

## 高等女学校

### 公立
- 私立愛媛県高等女学校（1891年）⇒ 私立愛媛実業女学校 ⇒ 私立愛媛高等女学校 ⇒ 愛媛県立松山高等女学校 ⇒《新制》愛媛県立第二高等学校 ⇒（1949年：統合）愛媛県立松山南高等学校
- 今治町立今治高等女学校（1899年）⇒ 愛媛県立今治高等女学校 ⇒《新制》愛媛県立今治第二高等学校 ⇒ 愛媛県立今治北高等学校（1949年）
- 町立宇和島高等女学校（1899年）⇒ 愛媛県立宇和島高等女学校 ⇒《新制》愛媛県立宇和島第二高等学校 ⇒（1949年：統合）愛媛県立宇和島南高等学校 ⇒ 愛媛県立宇和島南中等教育学校（2006年）
- 私立宇和島実科女学校（1909年）⇒ 宇和島町立宇和島実科女学校 ⇒ 北宇和郡立宇和島実科女学校 ⇒ 愛媛県立宇和島実科女学校 ⇒ 愛媛県立宇和島高等家政女学校 ⇒ 愛媛県立鶴島高等女学校（1943年）⇒《新制》愛媛県立鶴島高等学校 ⇒（1949年：統合）愛媛県立宇和島南高等学校 ⇒ 愛媛県立宇和島南中等教育学校（2006年）
- 私立大洲女学校（1903年）⇒ 大洲町立大洲高等女学校（1906年）⇒ 愛媛県立大洲高等女学校 ⇒《新制》愛媛県立大洲第二高等学校 ⇒（1949年：統合）愛媛県立大洲高等学校
- 周桑郡立周桑高等女学校（1920年）⇒ 愛媛県立周桑高等女学校 ⇒《新制・統合》愛媛県立周桑高等学校 ⇒ 愛媛県立丹原高等学校（1949年）
- 組合立三島女学校（1908年：宇摩郡三島町）⇒ 組合立宇摩実科高等女学校 ⇒ 宇摩郡立宇摩高等女学校（1921年）⇒ 愛媛県立宇摩高等女学校 ⇒（1923年：宇摩郡川之江町へ移転）⇒ 愛媛県立川之江高等女学校（1935年）⇒《新制》愛媛県立川之江高等学校
- 三島商業補習学校女子部（1924年）⇒ 愛媛県立三島実科女学校 ⇒ 愛媛県立三島実科高等女学校 ⇒ 愛媛県立三島高等女学校（1943年）⇒《新制》愛媛県立三島第二高等学校 ⇒（1949年：統合）愛媛県立三島高等学校
- 町立八幡浜実科高等女学校（1912年）⇒ 町立八幡浜高等女学校（1921年）⇒ 愛媛県立八幡浜高等女学校 ⇒《新制》愛媛県立八幡浜第二高等学校 ⇒（1949年：統合）愛媛県立八幡浜高等学校
- 愛媛県立東宇和高等女学校（1922年）⇒《新制》愛媛県立東宇和高等学校 ⇒（1949年：統合）愛媛県立宇和高等学校
- 愛媛県立松山城北高等女学校（1923年）⇒《新制》愛媛県立松山城北高等学校 ⇒（1949年：統合）愛媛県立松山北高等学校
- 組合立西条実業女学校（1906年）⇒ 新居郡立実業高等女学校 ⇒ 愛媛県立西条高等女学校（1924年）⇒《新制》愛媛県立西条第二高等学校 ⇒（統合）愛媛県立西条北高等学校 ⇒（1955年：愛媛県立西条南高等学校普通科を統合）愛媛県立西条高等学校
- 新居浜町立新居浜女学校 ⇒ 新居浜町立実科高等女学校（1917年）⇒ 新居浜町立新居浜高等女学校（1927年）⇒ 新居浜市立新居浜高等女学校 ⇒ 愛媛県立新居浜高等女学校 ⇒《新制》愛媛県立新居浜第二高等学校 ⇒（1949年：統合）愛媛県立新居浜西高等学校
- 町立川之石女子実践学校（1927年）⇒ 愛媛県立川之石高等実科女学校 ⇒ 愛媛県立川之石高等女学校（1943年）⇒《新制・統合》愛媛県立川之石高等学校
- 内子町立実科女学校（1920年）⇒ 内子至徳女学校 ⇒ 愛媛県内子高等実科女学校 ⇒ 愛媛県内子高等女学校（1946年）⇒《新制・県立移管》愛媛県立内子高等学校
- 長浜家政女学校（1940年）⇒ 愛媛県立長浜高等家政女学校 ⇒ 愛媛県立長浜高等女学校（1946年）⇒《新制》愛媛県立長浜高等学校
- 小松町立実用女学校（1907年）⇒ 小松町外一町組合立実用女学校（1923年）⇒《新制・統合》愛媛県立子安高等学校 ⇒ 愛媛県立小松高等学校（1949年）

### 私立
- 勝山女学校（1905年）⇒ 勝山高等女学校（1907年）⇒（愛媛実科女学校を併合）済美高等女学校 ⇒《新制》済美高等学校
- 山下実科高等女学校（1917年）⇒ 山下高等女学校（1924年）⇒《新制》山下高等学校 ⇒（1950年：統合）愛媛県立吉田高等学校
- 第二山下実科高等女学校（1920年）⇒ 第二山下高等女学校（1924年）⇒《新制・県立移管》愛媛県立三瓶高等学校 ⇒（2020年：統合）愛媛県立宇和高等学校三瓶分校
- 今治精華高等女学校（1925年）⇒《新制》今治精華高等学校
- 松山女学校（1886年）⇒ 松山東雲高等女学校（1932年）⇒《新制》松山東雲中学校・高等学校
- 今治技芸女子学校（1905年）⇒ 今治実科高等女学校（1919年）⇒ 今治明徳高等女学校（1940年）⇒《新制》今治明徳高等学校
- 私立崇徳女学校（1907年）⇒ 崇徳実科高等女学校（1924年）⇒（1932年：閉校）

## 実業学校

### 官立
- 愛媛県越智郡弓削村外1ヶ村学校組合立弓削海員学校（1901年）⇒ 弓削村外5ヶ村学校組合立弓削甲種商船学校 ⇒（1908年：県立に移管）愛媛県立弓削商船学校 ⇒（1940年：文部省直轄）弓削商船学校 ⇒（1943年：運輸通信省所管）⇒（1945年：運輸省所管）⇒《新制・文部省へ移管》弓削商船高等学校 ⇒（1967年：国立高専設置）弓削商船高等専門学校

### 公立

#### 宇摩
- 宇摩郡立農業学校（1901年：三島町）⇒ 宇摩郡立農林学校 ⇒（1922年：宇摩郡小富士村に移転）⇒（1923年：県立移管）愛媛県立宇摩実業学校 ⇒ 愛媛県立宇摩農業学校（1944年）⇒《新制》愛媛県立宇摩農業高等学校 ⇒ 愛媛県立小富士高等学校 ⇒ 愛媛県立土居高等学校（1955年）

#### 新居
- 新居郡立農学校（1901年）⇒ 愛媛県立新居農業学校（1922年）⇒ 愛媛県立新居農工学校（1937年）⇒（1938年：工業課程が独立）愛媛県立新居農業学校 ⇒《新制》愛媛県立新居浜農業高等学校 ⇒（1949年：統合）愛媛県立新居浜東高等学校 ⇒（1953年：農業科廃止）
- 新居郡立農学校 ⇒ 愛媛県立新居農業学校 ⇒ 愛媛県立新居農工学校（1937年）⇒（1938年：独立）愛媛県立新居浜工業学校 ⇒《新制》愛媛県立新居浜工業高等学校 ⇒（1949年：統合）愛媛県立新居浜西高等学校 ⇒（1952年：工業課程が分離独立）愛媛県立新居浜工業高等学校
- 新居浜市立女子商業学校（1944年）⇒《新制・県立移管》愛媛県立新居浜商業高等学校 ⇒（1949年：統合）愛媛県立新居浜東高等学校 ⇒（1962年：商業科廃止）･･･（新居浜市立商業高等学校（1960年）⇒ 愛媛県立新居浜商業高等学校（1990年））

#### 周桑
- 愛媛県立西条農業学校（1919年）⇒《新制》愛媛県立西条農業高等学校 ⇒（1949年：統合）愛媛県立西条南高等学校 ⇒（1955年：普通科が分離し愛媛県立西条高等学校に統合）愛媛県立西条農業高等学校
- 周桑郡立農業補習学校（1901年）⇒ 周桑郡立周桑農業学校 ⇒ 周桑郡立周桑農蚕学校（1907年）⇒（1919年：廃校）･･･（1946年：再創立）壬生川町外15町村組合立周桑農業学校 ⇒《新制・統合》愛媛県立周桑高等学校 ⇒ 愛媛県立丹原高等学校（1949年）

#### 越智
- 今治市立工業学校（1942年）⇒《新制》愛媛県立今治工業高等学校 ⇒（1949年：統合）愛媛県立今治西高等学校 ⇒（1952年：工業課程が分離独立）愛媛県立今治工業高等学校

#### 温泉・松山
- 愛媛県農業学校（1900年）⇒ 愛媛県立農業学校 ⇒ 愛媛県立松山農業学校 ⇒（1945年：専門学校に昇格）愛媛県立農林専門学校 ⇒《新制》愛媛県立農林専門学校併設高等学校（定時制）⇒ 愛媛県立松山農科大学附属農業高等学校（1949年：全日制）⇒（1956年：国立に移管）愛媛大学農学部附属農業高等学校 ⇒ 愛媛大学附属高等学校（2008年）
- 北条町外六か村組合立風早青年学校（1944年）⇒ 愛媛県立松山農業学校（1947年：二次） ⇒《新制》愛媛県立松山農業高等学校 ⇒（1949年：統合）愛媛県立松山北高等学校（ ⇒ 松山北高等学校北条分校（1953年）⇒ 愛媛県立北条高等学校（1964年））
- 愛媛県立商業学校（1901年）⇒ 愛媛県立松山商業学校（1906年）⇒《新制》愛媛県立松山商業高等学校 ⇒（1949年：統合）愛媛県立松山東高等学校 ⇒（1952年：商業課程が分離独立）愛媛県立松山商業高等学校
- 松山市立工業徒弟学校（1909年）⇒ 松山市立工業学校（1918年）⇒ 愛媛県松山工業学校 ⇒（1934年：県立に移管）愛媛県立松山工業学校 ⇒《新制》愛媛県立松山工業高等学校 ⇒（1949年：統合）愛媛県立松山南高等学校 ⇒（1954年：工業課程が分離独立）愛媛県立松山工業高等学校

#### 上浮穴
- 愛媛県立上浮穴農林学校（1941年）⇒《新制》愛媛県立上浮穴高等学校

#### 伊予
- 伊予郡立実業学校（1918年）⇒ 愛媛県立伊予実業学校 ⇒ 愛媛県立伊予農業学校（1944年）⇒《新制》愛媛県立伊予農業高等学校 ⇒（1949年：統合）愛媛県立松山南高等学校伊予分校 ⇒（1952年：独立）愛媛県立伊予農業高等学校

#### 喜多
- 大洲10ヵ町村学校組合立大洲高等農業補習学校開校（1925年）⇒ 愛媛県立大洲農業学校（1940年）⇒《新制》愛媛県立大洲農業高等学校 ⇒（1949年：統合）愛媛県立大洲高等学校 ⇒（1953年：分離独立）愛媛県立大洲農業高等学校

#### 西宇和
- 西宇和郡立商業学校（1901年）⇒ 愛媛県立八幡浜商業学校（1906年）⇒（1944年：戦時非常措置）愛媛県立八幡浜工業学校 ⇒ 愛媛県立八幡浜商業学校（1946年）⇒《新制》愛媛県立八幡浜商業高等学校 ⇒（1949年：統合）愛媛県立八幡浜高等学校
- 私立実践農業学校（1914年）⇒ 愛媛県伊方農業学校（1944年）⇒《新制・統合》愛媛県立川之石高等学校

#### 東宇和
- 東宇和郡東部10カ町村組合立野村農業学校（1946年）⇒《新制》愛媛県立農業高等学校 ⇒ 愛媛県立野村高等学校（1949年）

#### 北宇和
- 宇和島町立宇和島商業学校（1902年）⇒ 宇和島市立宇和島商業学校 ⇒（1944年：愛媛県立宇和島工業学校設置により、吸収される）⇒ 愛媛県立宇和島商工学校（1946年）⇒《新制》愛媛県立宇和島商業高等学校 ⇒（1949年：統合）愛媛県立宇和島東高等学校
- 愛媛県立北宇和農業学校（1938年）⇒《新制》愛媛県立北宇和高等学校
- 愛媛県立水産学校（1945年）⇒《新制》愛媛県立水産高等学校 ⇒（1949年：統合）愛媛県立宇和島南高等学校水産課程 ⇒（1956年：独立）愛媛県立宇和島水産高等学校

#### 南宇和
- 南宇和郡立水産農業学校（1907年）⇒ 南宇和郡立実業学校 ⇒（1922年：南宇和郡立実業女子学校と統合）愛媛県立南宇和実業学校 ⇒ 愛媛県立南宇和農業学校（1927年）⇒《新制》愛媛県立南宇和高等学校
  - 南宇和郡立実業女子学校（1916年）⇒（1922年：統合により愛媛県立南宇和実業学校女子部に）

### 私立
- 松山美善女学校（1925年）⇒ 松山商業女学校 ⇒ 松山女子商業学校 ⇒《新制》松山女子商業高等学校 ⇒ 聖カタリナ女子高等学校 ⇒ 聖カタリナ学園高等学校（2016年）

## その他
- 私立松山夜学校 ⇒ 松山夜間中学 ⇒ 松山城南中学校 ⇒ 松山城南高等学校定時制
- 西条夜間中学会
- 東温夜間中学会（志津川夜間中学）
- 今治中等夜学校